# 小行星5649
小行星5649（5649 Donnashirley）是一颗绕太阳运转的小行星，为火星轨道穿越小行星。该小行星于1990年11月18日发现。

## 轨道参数
小行星5649的轨道半长轴为2.2802448 UA，离心率为0.336。